# Трофименков (хутор)
Трофиме́нков — хутор в Морозовском районе Ростовской области.
Входит в состав Костино-Быстрянского сельского поселения.

## Население
| 2010 |
| ---- |
| 274  |

## Улицы
| - ул. Абрикосовая, - ул. Малиновая, - ул. Садовая, | - ул. Степная, - ул. Тенистая, - ул. Тополиная. |

## Достопримечательности
На территории хутора произрастает дуб черешчатый — памятник природы регионального значения.